# Sekt (dryck)

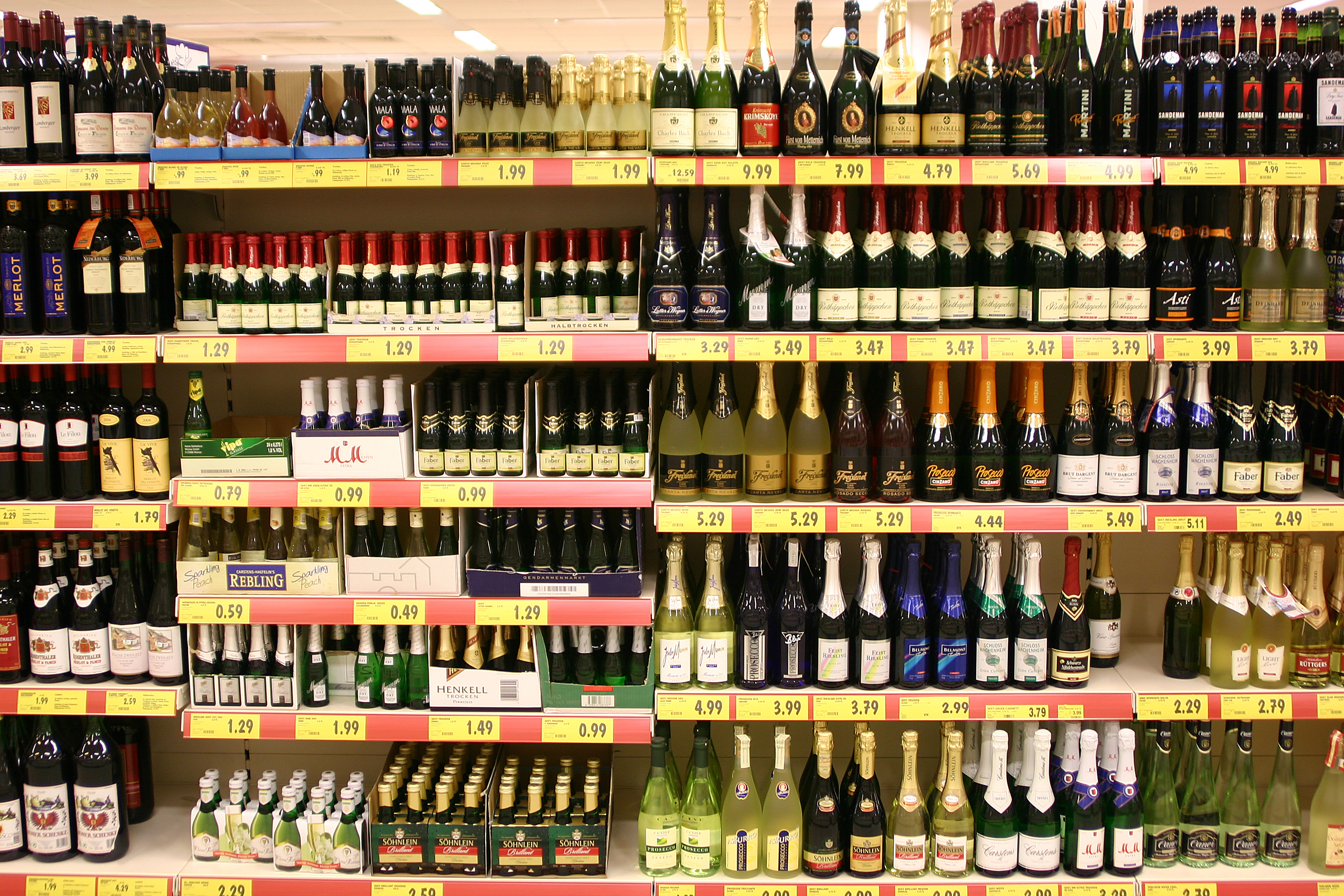
Sekt i affär

Med sekt avses en tysk eller österrikisk variant av mousserande vin. Tyskland är det land i världen som konsumerar mest mousserande vin per capita, och sekt kan göras antingen med samma metod som används vid framställning av traditionell metod  (flaskjäsning) eller genom tillverkning på tankar.
Historiskt har mycket sekt gjorts helt eller delvis på importerade druvor, men enligt tysk lag får mousserande vin endast saluföras som "Deutscher Sekt" (tysk sekt) om den är helt gjort på tyskodlade druvor. Historiskt har också sekt framställts av sektfabriker (Sektkellereien) snarare än av enskilda vinodlare, men småodlar-sekt (Winzersekt) är ett växande fenomen. Några mycket bra varianter av sekt förekommer, men merparten av produktionen är lågprisvarianter för lokalmarknaden och exporteras sällan eller aldrig.

## Indelning i Tyskland
Följande olika varianter av sekt förekommer i den tyska vinlagstiftningen:
- Sekt är ett mousserande vin som uppfyller vissa grundläggande normer. Anges Deutscher Sekt eller en region (exempelvis Rhein-Mosel) måste 100% av druvmaterialet komma från Tyskland respektive från angiven region.
- Sekt b.A. (besondrer Anbaugebiete) är ett mousserande vin som är producerat i en av de 13 kvalitetsvinregioner (exempelvis Mosel, Rheingau) som också används för stilla kvalitetsviner. Regionen måste anges. För Sekt b.A. krävs en högre druvmognad än enklare Sekt.
- Crémant är en tillåten tilläggsbeteckning för flaskjäst Sekt b.A. som uppfyller vissa villkor, bland annat minst nio månaders lagring på jästfällningen.
- Winzersekt är en tillåten tilläggsbeteckning för flaskjäst Sekt b.A. som till 100 procent är framställd på tillverkarens egna druvor. Sekten måste vara framställd med champagnemetoden, kallas klassische Flaschengärung eller ibland méthode champenoise, och den andra jäsningen i flaskan måste vara minst nio månader.[2]

All sekt tillverkas från ett basvin som genom en sekundär jäsning får fina bubblor av koldioxid, ett bubblande vin där koldioxid tillsatts kallas på tyska Perlwein eller Secco.

## Indelning i Österrike
- Sekt används i Österrike som en beteckning för ett mousserande vin som uppfyller kraven för ett österrikiskt Qualitätswein.[3]
- Hauersekt är en beteckning för mousserande vin från en viss vinregion, som till 100% är framställd på tillverkarens egna druvor. Beteckningen motsvarar Winzersekt i Tyskland men används sällan.[4]

## Druvor
Till skillnad mot champagne, som främst framställs av tre druvsorter – chardonnay, pinot noir och pinot meunier, används även andra druvor i sekt. Vid Rhen och Mosel görs ofta sekt på riesling medan man i Pfalz och Baden använder pinotdruvor och chardonnay.  Druvorna importeras till 90 procent från Italien och Spanien.

## Sötma
Till skillnad från stilla tyska viner använder man franska begrepp för att beskriva sötman i sekten:
- doux – sötast, mer än 50 g socker per liter
- demi-Sec – halvtorrt, 33–50 g per liter
- sec – torrt, 17–35 g per liter
- extra dry – ännu lite torrare, 12–20 g per liter
- brut – nästan helt torrt, mindre än 12 g per liter
- extra brut – helt torrt, 0–6 g per liter
- brut nature – 0–3 g per liter